# 路易斯洛佩斯 (新墨西哥州)
路易斯洛佩斯（英語：Luis Lopez）是位於美國新墨西哥州索科羅縣的普查規定居民點。

## 人口
根據2020年美國人口普查的數據，路易斯洛佩斯的面積為1.39平方千米，皆為陸地。當地共有人口66人，而人口密度為每平方千米47.48人。